# 1438

## Esdeveniments
Països Catalans
Resta del món
- Albert II d'Hasburg esdevé rei d'Alemanya i Hongria.
- Pachacútec inicia l'expansió de l'Imperi Inca.
- Descobertes les Illes Salvatges.

## Naixements
Països Catalans
Resta del món
- A Vicenza, Itàlia, Gian Giorgio Trissino, escriptor, crític i gramàtic.

## Necrològiques
Països Catalans
Resta del món